# Shannon Izar
Shannon Izar (Londres, 8 de mayo de 1993) es una jugadora francesa de rugby nacida en Inglaterra y que se desempeña como wing. Actualmente juega en el RC Chilly-Mazari de Francia.

## Selección nacional
Fue convocada a Les Bleues por primera vez en febrero de 2014, normalmente es una jugadora titular en su seleccionado y hasta el momento lleva 17 partidos jugados.
Integró la Selección francesa de Sevens que disputó la Copa del Mundo de Rugby 7 de 2013 y en 2016 participó de los Juegos Olímpicos de Río de Janeiro 2016, Les Bleues resultaron eliminadas en cuartos de final por las Canucks y posteriormente obtuvieron la sexta posición.

### Participaciones en Copas del Mundo
Disputó la Copa del Mundo de Francia 2014 donde las locales fueron derrotadas en semifinales por las Canucks y actualmente se encuentra disputando el Mundial de Irlanda 2017.
| Mundial                                | Sede    | Resultado     | PJ | Tries |
| -------------------------------------- | ------- | ------------- | -- | ----- |
| Copa Mundial de Rugby Femenino de 2014 | Francia | Tercer puesto | ?  | 1     |
| Copa Mundial de Rugby Femenino de 2017 | Irlanda | Disputándose  | 3  | 3     |

## Palmarés
- Campeona del Seis Naciones Femenino de 2014.
- Campeona del Campeonato francés de rugby femenino de 2015–16.